# Razak Pimpong
Razak Pimpong (ur. 30 grudnia 1982 w Akrze) – ghański piłkarz występujący na pozycji pomocnika lub napastnika. 

## Życiorys

### Kariera klubowa
Razak Pimpong rozpoczynał swoją karierę klubową w Ghanie, skąd wyjechał w 2000 roku do Danii, aby występować w Superlidze w klubie FC Midtjylland z miasta Herning. Tam grał do 2005, kiedy to przeniósł się do FC København. W sezonie 2005/2006 nie miał miejsca w podstawowym składzie drużyny, jednak zagrał 8 meczów w lidze i wywalczył z klubem mistrzostwo kraju, zwyciężył również w rozgrywkach Royal League, strzelając decydującego gola w finale z norweskim Lillestrøm SK (1:0). W lipcu 2007 podpisał 5-letni kontrakt z Viking FK. W 2008 roku był wypożyczony do Aalesunds FK. W 2009 roku odszedł do egipskiego El-Masry, a następnie został piłkarzem Viborg FF. Jego zawodnikiem był do 2013. Potem grał jeszcze w zespole Ringkøbing IF, gdzie w 2013 roku zakończył karierę.

### Kariera reprezentacyjna
W reprezentacji Ghany Pimpong występował już od czasów juniorskich. W 2001 zdobył wicemistrzostwo świata U-20. W 2002 zadebiutował w pierwszej reprezentacji. W 2004 pojechał z drużyną na igrzyska olimpijskie do Aten, jednak jego drużyna nie wyszła z grupy. W 2006 został powołany przez Ratomira Dujkovicia do kadry na Mistrzostwa Świata, na których wystąpił w meczach z Włochami (0:2), (od 68. minuty), Czechami (2:0) (od 85. minuty), USA (3:0) (90 minut). Został powołany na PNA 2008.
W reprezentacji Ghany rozegrał 10 meczów i zdobył 1 bramkę.